# La Giuntina
La Giuntina ist ein auf die jüdische Kultur und Religion spezialisierter italienischer Verlag mit Sitz in Florenz.
1980 gründete Daniel Vogelmann La Giuntina. Die erste Veröffentlichung des Verlages war Vogelmanns Übersetzung von Elie Wiesels La Nuit. Es erschien in der seinem Vater gewidmeten Reihe Schulim Vogelmann, die mittlerweile eine von vier Reihen ist. Sein Vater betrieb die Druckerei Tipografia Giuntina, nach der der Verlag benannt worden ist und die Daniel Vogelmann nach dessen Tod 1974 zunächst übernahm.
Der Verlag hat derzeit (Stand März 2012) 500 Titel im Angebot und veröffentlichte zwei Zeitschriften: zum einen Zakhor, die der jüdischen Geschichte Italiens gewidmet ist und einmal jährlich von 1997 bis 2006 erschien; zum anderen La Rassegna Mensile di Israel.

## Autoren (Auswahl)
- Günther Anders
- Aharon Appelfeld
- Leo Baeck
- Alberto Jori
- Amos Luzzatto
- Liana Millu
- Vladimir Vertlib
- Jacob Wassermann
- Grete Weil
- Elie Wiesel
- Abraham B. Yehoshua
- Yosef Hayim Yerushalmi
- Bruno Zevi